# Ischiocentra diringshofeni
Ischiocentra diringshofeni là một loài bọ cánh cứng trong họ Cerambycidae.